# Alvy Ray Smith
Alvy Ray Smith III (né le 8 septembre 1943) est un ingénieur américain, pionnier dans le domaine de l'infographie. Il est cofondateur de l'entreprise Pixar avec Edwin Catmull et Steve Jobs.